# Vilas (Colorado)
Vilas és una població dels Estats Units a l'estat de Colorado. Segons el cens del 2000 tenia 110 habitants.

## Demografia
Segons el cens del 2000, Vilas tenia 110 habitants, 45 habitatges, i 31 famílies. La densitat de població era de 326,7 habitants per km².
Dels 45 habitatges en un 26,7% hi vivien nens de menys de 18 anys, en un 53,3% hi vivien parelles casades, en un 11,1% dones solteres, i en un 31,1% no eren unitats familiars. En el 26,7% dels habitatges hi vivien persones soles el 8,9% de les quals corresponia a persones de 65 anys o més que vivien soles. El nombre mitjà de persones vivint en cada habitatge era de 2,44 i el nombre mitjà de persones que vivien en cada família era de 2,94.
Per edats la població es repartia de la següent manera: un 21,8% tenia menys de 18 anys, un 12,7% entre 18 i 24, un 21,8% entre 25 i 44, un 22,7% de 45 a 60 i un 20,9% 65 anys o més.
L'edat mediana era de 40 anys. Per cada 100 dones de 18 o més anys hi havia 104,8 homes.
La renda mediana per habitatge era de 34.167 $ i la renda mediana per família de 41.250 $. Els homes tenien una renda mediana de 33.750 $ mentre que les dones 55.417 $. La renda per capita de la població era de 15.198 $. Cap de les famílies i el 6% de la població estaven per davall del llindar de pobresa.

## Poblacions més properes
El següent diagrama mostra les poblacions més properes.